# ݤ
Kāf ouvert trois points souscrits inversés est une lettre additionnelle de l’alphabet arabe proposée durant des ateliers organisés par l’Isesco dans les années 1980 pour l’écriture du haoussa. Elle est composée d’un kāf ouvert ‹ ک › diacrité de trois points souscrits vers le haut. Elle n’est pas à confondre avec le kāf trois points souscrits ‹ ؼ › dont les trois points sont vers le bas.

## Utilisation
Cette lettre a été proposée, durant des ateliers organisés par l’Isesco dans les années 1980, pour transcrire une consonne occlusive injective vélaire sourde /ɠ̊/ dans l’écriture du haoussa, transcrite k crocheté ‹ ƙ › avec l’alphabet latin.
Un kāf ouvert petit v souscrit est ensuite proposé pour la transcription de cette consonne lors d’un atelier de l’ISESCO à N’Djamena en 2003.